# ジロ・デ・イタリア2017
ジロ・デ・イタリア2017 (Giro d'Italia 2017) は、ジロ・デ・イタリアの100回目のレース。サルデーニャ島のアルゲーロをスタートし、ミラノにゴールする3,572.2kmのコースで2017年5月5日から5月28日まで行なわれた。

## 出場チーム

### UCIプロコンチネンタルチーム
- バルディアーニ＝CFS（英語版）
- CCC–Sprandi–Polkowice (英語版)
- ガズプロム＝ルスヴェロ（英語版）
- ウィリエール・トリエスティーナ＝セッレ・イタリア

## 選手の出場動向

### 総合優勝争い

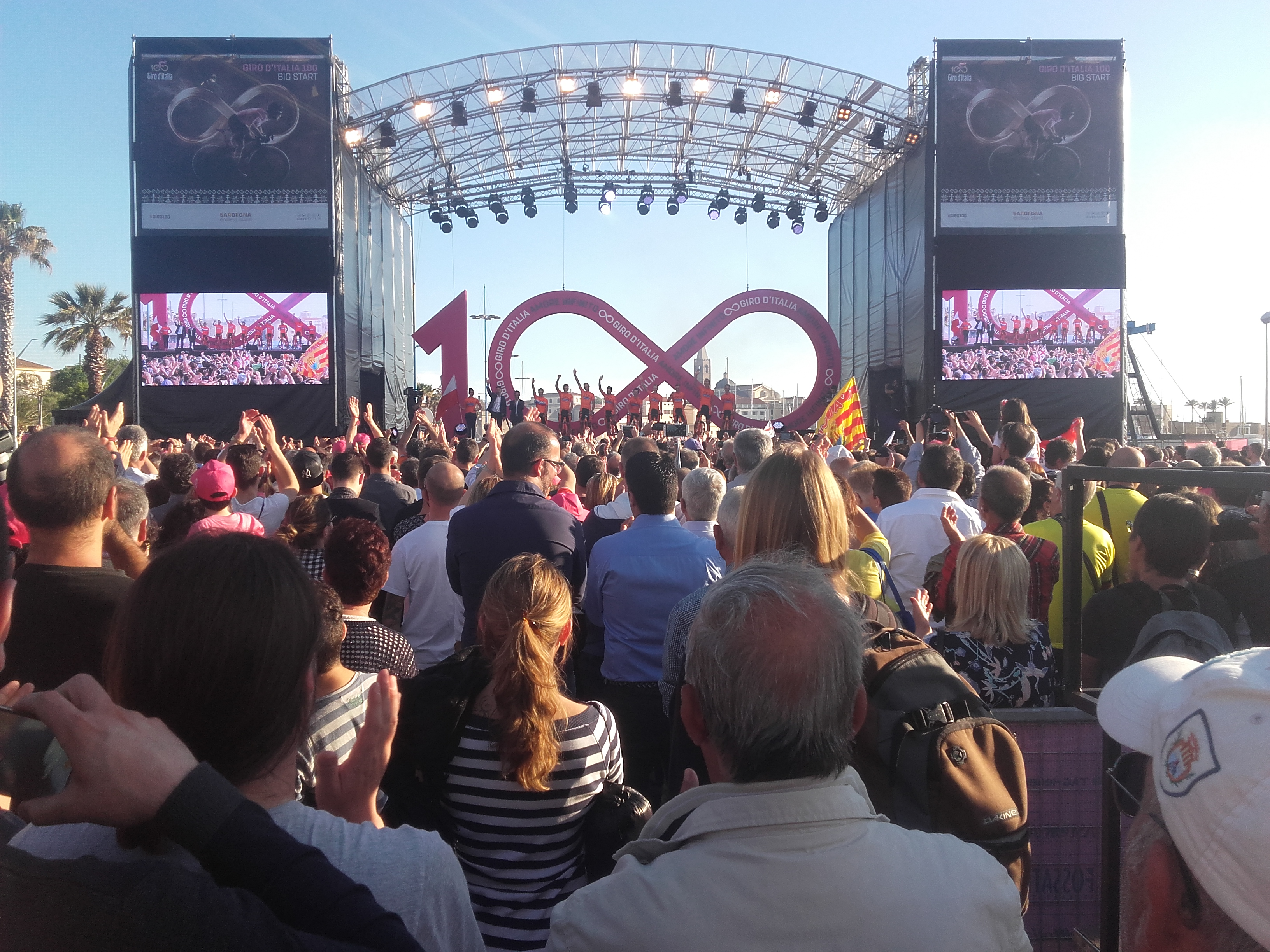

- 昨年大逆転で2度目のジロ総合優勝を果たしたヴィンチェンツォ・ニーバリ(バーレーン・メリダ)は連覇を狙い出場。しかしチーム力が他チームと比べやや低いところが不安要素となる。
- 2014年大会覇者のナイロ・キンタナ(モビスター)も参戦。2015年総合4位となったアンドレイ・アマドール(モビスター)やダニエーレ・ベンナーティ(モビスター)といった平地・山岳どちらも有力なアシストを引き連れてきたが、苦手とする個人タイムトライアルが課題となる。
- 昨年は無念の落車リタイアに泣いたイルヌール・ザカリン(カチューシャ・アルペシン)や、こちらも昨年期待されながらも途中リタイアとなった2015年総合3位のミケル・ランダ(チーム・スカイ)、ツールでの総合を捨ててジロで総合を狙うと大きな決断を下したティボー・ピノ(FDJ)なども控えている。
- ランダとのダブルエース制でゲラント・トーマス(チーム・スカイ)が自身初のグランツール獲りに挑戦。イギリス人初のジロ総合優勝を狙う。
- ファビオ・アル(アスタナ・プロチーム)は地元サルデーニャ島からスタートする大会ながらトレーニング中の落車により不参加が決定。代わってミケーレ・スカルポーニ(アスタナ・プロチーム)がエースを担う予定だったが、悲劇の急逝により、アスタナはエース不在となった。

### 有力スプリンター
- 昨年区間0勝(最終日で勝利したものの進路妨害をしたとして降格させられた)ながらポイント賞を獲得したジャコモ・ニッツォーロ(トレック・セガフレード)は3年連続のポイント賞と初の区間優勝を狙う。しかし、チームには総合を狙うバウク・モレマ(トレック・セガフレード)がいるため、ニッツォーロのスプリント要員が少ないことが不安視された。
- 昨年区間3勝をあげたアンドレ・グライペル(ロット・ソウダル)も参戦。3年連続の参加となる。
- 今年のツアー・ダウンアンダーでスプリント4戦4勝と好調なカレブ・ユアン(オリカ・スコット)が出場。しかしこちらも総合と新人賞を狙うアダム・イェーツ(オリカ・スコット)が同チーム内にいることが影響するのでは、とみられていた。
- 他にもコロンビアの新星フェルナンド・ガビリア(クイックステップ・フロアーズ)や昨年ツールで総合最下位となったサム・ベネット(ボーラ＝ハンスグローエ)も出場し、混戦が予想された。

### その他
- NIPPO・ヴィーニファンティーニは選出されず、日本人選手不参加となった。

## レース概要
第100回大会を記念し、サルデーニャ島からスタート。序盤の山岳賞争いではチェーザレ・ベネデッティ(ボーラ＝ハンスグローエ)が勝利し、第2ステージで山岳賞ジャージを着て走る栄誉を手に入れた。
ゴール前、集団先頭に位置していたボーラトレインに僅かな綻びが生じる。この動きでルーカス・ペストルベルガー(ボーラ＝ハンスグローエ)が抜け出すことに成功。後ろからカレブ・ユアン(オリカ・スコット)やアンドレ・グライペル(ロット・ソウダル)が猛追するも届かず、ペストルベルガーは大金星をあげた。また、ペストルベルガーが総合、ポイント、新人賞の3賞、ベネデッティが山岳賞とボーラが独占したステージとなった。
第2ステージではスプリント時にユアンとフェルナンド・ガビリア(クイックステップ・フロアーズ)が接触し、ガビリアはそのままスプリントを続けることができたものの、ユアンはペダルが外れてしまい、スプリントに参加できなかった。ステージはグライペルが優勝し、マリア・ローザも奪取。続く第3ステージ、クイックステップの横風分断作成によりかなりセレクションが掛けられた先頭集団でのスプリントでガビリアが優勝。マリア・ローザをグライペルから奪う。
エトナへの頂上フィニッシュとなった第4ステージは逃げ集団からアタックしたヤン・ポランツ(UAEチーム・エミレーツ)が2年ぶり2度目のジロ区間優勝を手にする。メイン集団ではハビエル・モレノ(バーレーン・メリダ)がディエゴ・ローザ(チーム・スカイ)を故意に落車させたことがカメラに映り、ゴール後失格となった。ガビリアが遅れたことによりガビリアのチームメート、ボブ・ユンゲルス(クイックステップ・フロアーズ)がマリア・ローザを獲得。
ヴィンチェンツォ・ニーバリ(バーレーン・メリダ)の地元メッシーナの周回コースでは周回の勘違いでルカ・ピベルニク(バーレーン・メリダ)がガッツポーズをとるなどハプニングがあったが、ガビリアが2勝目をあげる。
第6ステージはシルヴァン・ディリエ(BMCレーシング)がマッチスプリントでヤスパー・スタイヴェン(トレック・セガフレード)を下しステージ優勝。第7ステージのスプリントではユアンが待ちに待ったステージ優勝を獲得。
第8ステージはラストのコーナーで逃げ4名のなかのヴァレリオ・コンティ(UAEチーム・エミレーツ)が落車するハプニングがあったものの、そのコーナーで勢いよくアタックしたゴルカ・イサギレ(モビスター)が逃げ切りステージ優勝を果たす。
第9ステージは難関山岳ブロックハウス（英語版）への頂上フィニッシュ。 しかしこの日1つのチームが崩壊する。
道路脇に止まっていたカメラバイクに、ウィルコ・ケルダーマン(サンウェブ)が避けきれず激突し落車、そのすぐ後ろを走っていたチーム・スカイはゲラント・トーマス(チーム・スカイ)もミケル・ランダ(チーム・スカイ)も巻き込まれてしまう。
集団は距離的に待つことが不可能となり、スカイ抜きの最初の総合バトルが開始される。そこでナイロ・キンタナ(モビスター)がアタック。ニーバリとティボー・ピノ(FDJ)が反応するもキンタナとの差は開いていくばかり。追走からはニーバリが脱落。その後ペース走行でピノに追いついたトム・デュムラン(サンウェブ)が2人で追走するも届かず、山岳初戦でモビスターの圧勝に終わった。落車したトーマスは何とか踏ん張って5分遅れに留めたがすでに総合優勝は絶望的となった。
休息日明けの第10ステージは個人TT。一昨日の落車の影響を全く感じさせない走りでトーマスが暫定トップに立つ。TTを得意とするユンゲルスも好タイムをマークするなか、スタート前総合3位につけていたデュムランが圧巻の走りを披露し、ステージ優勝。トーマスを除き、総合争いのライバルたちから軒並み2分ほどを奪い、同時にキンタナからマリア・ローザを奪取。
第11ステージは山岳コースとなり、山岳アシストであるケルダーマンを失ったサンウェブが注目されるも、デュムランはマリア・ローザを守る。逃げ集団のスプリントを制したオマール・フライレ(ディメンションデータ)がグランツールステージ初優勝を飾る。
久々のスプリントステージとなった第12,13ステージではガビリアが2連勝。この時点でリタイアしない限りほぼポイント賞獲得が確定的になった。
偉大なるファウスト・コッピの出生地カステッラーニアからスタートした第14ステージ、ラストの1級山岳オローパでキンタナがアタック。対するデュムランはマイペース走行に徹し、じわじわとキンタナとの差を詰めて行く。そしてキンタナを吸収し、最後の石畳の直線で前を走るイルヌール・ザカリン(カチューシャ・アルペシン)を交わし、ステージ優勝。さらにリードを広げることに成功する。第15ステージではラストにあった2つの山岳で先頭が絞られ、スプリントでユンゲルスが優勝。
今大会のクイーンステージとなった第16ステージであの事件が起きる。1級山岳の登りでデュムランが失速。道路脇に自転車を止め、便意を対処したため、集団から大きく遅れてしまう。ラウレンス・テン・ダム(サンウェブ)が全開でアシストするも追いつけず、結果デュムランはこのステージで2分を失った。ステージ優勝は下りで抜け出したニーバリと前を走っていたランダによる一騎打ちとなり、僅差でニーバリが優勝し、今大会イタリア人初勝利をあげるも、イタリア人のステージ優勝はこの1つに留まった。
第17,18では逃げが決まる。それぞれツールで新人賞を獲得し、期待されながらも、結果を出すことができずにいた選手が復活優勝するドラマチックなステージとなった。優勝は第17ステージはピエール・ロラン（キャノンデール・ドラパック）、第18ステージはティジェイ・ヴァン・ガーデレン（BMCレーシング）。
第19ステージはピアンカヴァッロへの頂上フィニッシュ。今大会2度のステージ2位となっていた山岳賞ジャージを着るランダが独走で優勝。メイン集団では登りでデュムランが遅れてしまう。シモン・ゲシュケ(サンウェブ)が全てを出し切ってアシストするも追いつけず、キンタナにマリア・ローザが移る。続く第20ステージでもデュムランは遅れてしまう。デュムラン抜きの5名でのステージ優勝争いでピノが優勝。ついに勝負の個人TTへ。
総合首位キンタナとのタイム差1分以内につける選手は、ニーバリ、ピノ、そしてデュムランの3名。勝負はこの4人に絞られる。ヨス・ファン・エムデン（ロットNL・ユンボ）がトップタイムをマーク。このタイムが破られないまま総合トップ4がスタート。デュムランは中間計測では総合争いの疲労からか少しだけ遅れてしまうも、4人のなかではダントツのタイムをマークし、キンタナへプレッシャーをかける。ピノはそこそこのタイムで通過したものの、このままでは表彰台から滑り落ちてしまうことに。ニーバリも好タイムながら、デュムランには及ばず。キンタナは中間計測通過時点で僅差ながらすでにマリア・ローザをデュムランに奪われてしまう。デュムランはファン・エムデンには届かなかったが、ステージ2位でフィニッシュ。そして、キンタナが残り1kmを切ったところで、デュムランの逆転総合優勝が確定し、オランダ人初のジロ総合優勝者となった。

## 日程
| ステージ | 開催日   | コース                                                       | type                         | 距離 (km) | ステージ勝者                   | 全体リーダー               |
| -------- | -------- | ------------------------------------------------------------ | ---------------------------- | --------- | ------------------------------ | -------------------------- |
| 1        | 05月05日 | アルゲーロ – オルビア                                        | 丘陵ステージ                 | 206       | ルーカス・ペストルベルガー     | ルーカス・ペストルベルガー |
| 2        | 05月06日 | オルビア – トルトリ                                          | 丘陵ステージ                 | 221       | アンドレ・グライペル           | アンドレ・グライペル       |
| 3        | 05月07日 | トルトリ – カリャリ                                          | 平坦ステージ                 | 148       | フェルナンド・ガビリア         | フェルナンド・ガビリア     |
|          | 5月8日   | 休息日                                                       | Jour de repos                |           |                                |                            |
| 4        | 05月09日 | チェファル – エトナ火山 (リフージョ・サピエンツァ)           | 山岳ステージ                 | 181       | ヤン・ポランツ                 | ボブ・ユンゲルス           |
| 5        | 05月10日 | ペダーラ – メッシーナ                                        | 平坦ステージ                 | 159       | フェルナンド・ガビリア         | ボブ・ユンゲルス           |
| 6        | 05月11日 | レッジョ・ディ・カラブリア – テルメ・ルイジャーネ            | 丘陵ステージ                 | 217       | シルヴァン・ディリエ           | ボブ・ユンゲルス           |
| 7        | 05月12日 | カストロヴィッラリ – アルベロベッロ                          | 平坦ステージ                 | 224       | カレブ・ユアン                 | ボブ・ユンゲルス           |
| 8        | 05月13日 | モルフェッタ – ペスキチ                                      | 中間ステージ                 | 189       | ゴルカ・イサギレ               | ボブ・ユンゲルス           |
| 9        | 05月14日 | モンテネーロ・ディ・ビザッチャ – メイェッラ/ブロックハウス   | 山岳ステージ                 | 149       | ナイロ・キンタナ               | ナイロ・キンタナ           |
|          | 5月15日  | 休息日                                                       | Jour de repos                |           |                                |                            |
| 10       | 05月16日 | フォリーニョ – モンテファルコ                                | 個人タイムトライアルステージ | 39.8      | トム・デュムラン               | トム・デュムラン           |
| 11       | 05月17日 | フィレンツェ (ポンテ・ア・エマ) – バーニョ・ディ・ロマーニャ | 中間ステージ                 | 161       | オマール・フライレ             | トム・デュムラン           |
| 12       | 05月18日 | フォルリー – レッジョ・エミリア                              | 平坦ステージ                 | 229       | フェルナンド・ガビリア         | トム・デュムラン           |
| 13       | 05月19日 | レッジョ・エミリア – トルトーナ                              | 平坦ステージ                 | 167       | フェルナンド・ガビリア         | トム・デュムラン           |
| 14       | 05月20日 | カステッラーニア – Oropa                                     | 山岳ステージ                 | 131       | トム・デュムラン               | トム・デュムラン           |
| 15       | 05月21日 | ヴァルデンゴ – ベルガモ                                      | 中間ステージ                 | 199       | ボブ・ユンゲルス               | トム・デュムラン           |
|          | 5月22日  | 休息日                                                       | Jour de repos                |           |                                |                            |
| 16       | 05月23日 | ロヴェッタ – ボルミオ                                        | 山岳ステージ                 | 222       | ヴィンチェンツォ・ニバリ       | トム・デュムラン           |
| 17       | 05月24日 | ティラーノ – カナツェーイ                                    | 中間ステージ                 | 219       | ピエール・ロラン               | トム・デュムラン           |
| 18       | 05月25日 | モエーナ – オルティゼーイ/ザンクト・ウルリッヒ               | 山岳ステージ                 | 137       | ティジェイ・ヴァン・ガーデレン | トム・デュムラン           |
| 19       | 05月26日 | サン・カンディド/インニヒェン – ピアンカヴァッロ             | 山岳ステージ                 | 191       | ミケル・ランダ                 | ナイロ・キンタナ           |
| 20       | 05月27日 | ポルデノーネ – アジアーゴ                                    | 山岳ステージ                 | 190       | ティボー・ピノ                 | ナイロ・キンタナ           |
| 21       | 05月28日 | モンツァ (モンツァ・サーキット) – ミラノ                     | 個人タイムトライアルステージ | 29.3      | ヨス・ファン・エムデン         | トム・デュムラン           |

## 各賞の変遷
| 区間     | 区間勝者                       | 総合首位                   | ポイント賞                 | 山岳賞                   | 新人賞                     | チーム総合首位               | チームポイント賞             |
| -------- | ------------------------------ | -------------------------- | -------------------------- | ------------------------ | -------------------------- | ---------------------------- | ---------------------------- |
| 1        | ルーカス・ペストルベルガー     | ルーカス・ペストルベルガー | ルーカス・ペストルベルガー | チェーザレ・ベネデッティ | ルーカス・ペストルベルガー | ボーラ＝ハンスグローエ       | ボーラ＝ハンスグローエ       |
| 2        | アンドレ・グライペル           | アンドレ・グライペル       | アンドレ・グライペル       | ダニエル・テクレハイマノ | ルーカス・ペストルベルガー | オリカ・スコット             | ロット・ソウダル             |
| 3        | フェルナンド・ガビリア         | フェルナンド・ガビリア     | アンドレ・グライペル       | ダニエル・テクレハイマノ | フェルナンド・ガビリア     | クイックステップ・フロアーズ | チーム・ディメンションデータ |
| 4        | ヤン・ポランツ                 | ボブ・ユンゲルス           | アンドレ・グライペル       | ヤン・ポランツ           | ボブ・ユンゲルス           | キャノンデール・ドラパック   | UAE チーム・エミレーツ       |
| 5        | フェルナンド・ガビリア         | ボブ・ユンゲルス           | フェルナンド・ガビリア     | ヤン・ポランツ           | ボブ・ユンゲルス           | キャノンデール・ドラパック   | クイックステップ・フロアーズ |
| 6        | シルヴァン・ディリエ           | ボブ・ユンゲルス           | フェルナンド・ガビリア     | ヤン・ポランツ           | ボブ・ユンゲルス           | キャノンデール・ドラパック   | クイックステップ・フロアーズ |
| 7        | カレブ・ユアン                 | ボブ・ユンゲルス           | フェルナンド・ガビリア     | ヤン・ポランツ           | ボブ・ユンゲルス           | UAE チーム・エミレーツ       | クイックステップ・フロアーズ |
| 8        | ゴルカ・イサギレ               | ボブ・ユンゲルス           | フェルナンド・ガビリア     | ヤン・ポランツ           | ボブ・ユンゲルス           | UAE チーム・エミレーツ       | クイックステップ・フロアーズ |
| 9        | ナイロ・キンタナ               | ナイロ・キンタナ           | フェルナンド・ガビリア     | ヤン・ポランツ           | ダヴィデ・フォルモロ       | モビスター・チーム           | クイックステップ・フロアーズ |
| 10       | トム・デュムラン               | トム・デュムラン           | フェルナンド・ガビリア     | ヤン・ポランツ           | ボブ・ユンゲルス           | モビスター・チーム           | クイックステップ・フロアーズ |
| 11       | オマール・フライレ             | トム・デュムラン           | フェルナンド・ガビリア     | ヤン・ポランツ           | ボブ・ユンゲルス           | モビスター・チーム           | クイックステップ・フロアーズ |
| 12       | フェルナンド・ガビリア         | トム・デュムラン           | フェルナンド・ガビリア     | オマール・フライレ       | ボブ・ユンゲルス           | モビスター・チーム           | クイックステップ・フロアーズ |
| 13       | フェルナンド・ガビリア         | トム・デュムラン           | フェルナンド・ガビリア     | オマール・フライレ       | ボブ・ユンゲルス           | モビスター・チーム           | クイックステップ・フロアーズ |
| 14       | トム・デュムラン               | トム・デュムラン           | フェルナンド・ガビリア     | トム・デュムラン         | ボブ・ユンゲルス           | モビスター・チーム           | クイックステップ・フロアーズ |
| 15       | ボブ・ユンゲルス               | トム・デュムラン           | フェルナンド・ガビリア     | トム・デュムラン         | ボブ・ユンゲルス           | モビスター・チーム           | クイックステップ・フロアーズ |
| 16       | ヴィンチェンツォ・ニバリ       | トム・デュムラン           | フェルナンド・ガビリア     | ミケル・ランダ           | ボブ・ユンゲルス           | モビスター・チーム           | クイックステップ・フロアーズ |
| 17       | ピエール・ロラン               | トム・デュムラン           | フェルナンド・ガビリア     | ミケル・ランダ           | ボブ・ユンゲルス           | モビスター・チーム           | クイックステップ・フロアーズ |
| 18       | ティジェイ・ヴァン・ガーデレン | トム・デュムラン           | フェルナンド・ガビリア     | ミケル・ランダ           | アダム・イェーツ           | モビスター・チーム           | クイックステップ・フロアーズ |
| 19       | ミケル・ランダ                 | ナイロ・キンタナ           | フェルナンド・ガビリア     | ミケル・ランダ           | アダム・イェーツ           | モビスター・チーム           | クイックステップ・フロアーズ |
| 20       | ティボー・ピノ                 | ナイロ・キンタナ           | フェルナンド・ガビリア     | ミケル・ランダ           | アダム・イェーツ           | モビスター・チーム           | クイックステップ・フロアーズ |
| 21       | ヨス・ファン・エムデン         | トム・デュムラン           | フェルナンド・ガビリア     | ミケル・ランダ           | ボブ・ユンゲルス           | モビスター・チーム           | クイックステップ・フロアーズ |
| 最終成績 | 最終成績                       | トム・デュムラン           | フェルナンド・ガビリア     | ミケル・ランダ           | ボブ・ユンゲルス           | モビスター・チーム           | クイックステップ・フロアーズ |